# Брайан Д'Амато
Бра́йан Д'Ама́то (англ. Brian D'Amato) — американський письменник та скульптор. Автор романів «Краса» та «Вогонь Майя», що були перекладені кількома мовами.

## Освіта
Вивчав історію мистецтв в Міському університеті Нью-Йорка, в університеті штату Огайо та в Єлі. Здобув ступінь бакалавра гуманітарних наук в Єльському університеті та ступінь магістра в Міському університеті Нью-Йорка.

## Скульптура
В 1990-х скульптури та інсталяції Д'Амато виставлялися в галереях та музеях як на території США так і закордоном. Його роботи представлялися зокрема у музеї американського мистецтва Уітні (англ. Whitney Museum of American Art), центрі мистецтв Векснера, новому музеї сучасного мистецтва.

## Письменництво
Брайан Д'Амато друкувався у різноманітних виданнях, зокрема до «Гарперс Базаар», «Індекс Меґезін», «Флеш Арт», «Артфорум».
- Роман «Краса» (англ. Beauty) трилер про косметичну хірургію, був написаний у 1992-му році та був перекладений на кілька мов.
- Роман в жанрі трилеру з елементами детективу та фантастики — «Вогонь Майя» (англ. In the Courts of the Sun) був надрукований восени 2007 року видавництвом Даттон (англ. Dutton) в США. Роман був перекладений на кілька мов, зокрема й українською.
  - Українською мовою роман було видано Клубом сімейного дозвілля у перекладі Валерії Немченко у 2010-му році.